# WAP
Wireless Application Protocol (WAP) er en protokol for dataoverførsel på mobiltelefoner. Typisk forbindes WAP med fremvisningen af særlige websider på mobiltelefoner, som er karakteriseret ved reduceret grafik og tekst samt funktionalitet. WAP-protokollen anvendes ligeledes til andre funktioner i mobiltelefonen som kræver dataoverførsler, fx MMS, ringetoner, baggrundsbilleder og spil, der købes gennem en dedikeret mobilportal på mobiltelefonen eller SMS.
WAP findes i flere forskellige versioner. De første versioner af WAP (1.x), anvendte WML som markup language, mens WAP 2.x anvender XHTML som markup language. WAP 2.x er langt mere avanceret end WAP 1.x, og kan vise grafik i farver (jpg-/gif-formater), har meget bedre layoutstyring, og øget funktionalitet. Typisk anvender man ordet "mobilportal" om nyere WAP-sites (fx DR's mobilportal, mobil.dr.dk).
I efteråret 2006 blev det generiske topdomæne .mobi frigivet, således at WAP-sider og mobilportaler har deres eget domæne, der kan adskille de mobile websider fra andre.